# Biegenbach (Pfaffenbach)
Der Biegenbach (auch Biegebach) ist ein knapp über zwei Kilometer langer Bach des Südschwarzwaldes im baden-württembergischen Landkreis Lörrach, der in Zell im Wiesental oberhalb von Pfaffenberg entspringt und von rechts in den Pfaffenbach mündet.

## Name und Länge
Auf der amtlichen Gewässerkarte mündet der Pfaffenbach in den Biegebach und dieser wiederum in die Wiese. Auf der zugrundeliegenden topographischen Karte wird der Bach, der in die Wiese mündet, dagegen als Pfaffenbach bezeichnet, in den der Biegenbach ca. 590 Meter vor dem Einfluss des Pfaffenbachs in die Wiese mündet. In diesem Artikel werden die Bezeichnungen der topografischen Karte verwendet und die angegebenen Längen entsprechend abweichend vom Datensatz angepasst.

## Geographie

### Verlauf
Der Biegenbach entspringt auf etwa 988 m ü. NHN zwischen dem Bubshorn und dem Hirschkopf oberhalb des Zinkens Käsern. Er fließt zunächst in freier Wiesenaue in südsüdöstlicher Richtung östlich an Käsern vorbei, danach biegt er Richtung Osten ab und verläuft von da an durch Waldgebiet. Rund 100 Meter vor seiner Mündung stürzt er in mehreren Kaskaden insgesamt 22 Meter die Höll-Wasserfälle hinab, ehe er auf etwa 529 m ü. NHN von rechts in den Pfaffenbach mündet.

### Einzugsgebiet
Das naturräumlich zum Südschwarzwald gehörende Einzugsgebiet ist etwa zwei Quadratkilometer groß und liegt größtenteils im Stadtgebiet von Zell im Wiesental. Lediglich am Ostrand des Einzugsgebiets grenzt die Gemeinde Kleines Wiesental und am Nordrand die Gemeinde Fröhnd, zu denen jeweils einige kleine Flächen des Einzugsgebiets gehören.
Die höchsten Punkte des Einzugsgebiets liegen in der Südwestecke des Einzugsgebiets auf dem Zeller Blauen auf 1077 m ü. NHN und im Nordwesten auf dem Hirschkopf auf 1057 m ü. NHN.
Die Einzugsgebiete der folgenden Nachbargewässer grenzen an:
- Im Norden und Nordosten grenzen die Einzugsgebiete des Hebschingerbachs mit seinem Oberlauf Mühlebach der in die Wiese mündet;
- im Nordosten verläuft der Rändelbach, der ebenfalls in die Wiese mündet;
- im Nordosten und Osten konkurriert der Pfaffenbach, in den der Biegenbach selbst mündet;
- im Süden fließt die Brunnenstubenquelle direkt unterhalb in die Wiese;
- im Süden liegt die Einzugsgebiet des Jeglesgrabens, der nach der Brunnenstubenquelle in die Wiese entwässert;
- im Südwesten konkurriert der Kimelsbach, der durch seinen Unterlauf Himmelsbach ebenfalls die Wiese speist;
- jenseits der westlichen Wasserscheide liegt das Einzugsgebiet der Kleinen Wiese und deren linken Nebenflüsse Buschgraben und NN-IC9 *.

### Zuflüsse
Auf der amtlichen topographischen Karte ist lediglich ein Zufluss zum Biegenbach eingezeichnet, ein namenloser Wiesenauenbach der ungefähr 800 m lang ist und von rechts und Nordwesten auf etwa 770 m ü. NHN mündet; er entspringt auf etwa 945 m ü. NHN südwestlich des Zinkens Käsern.

### Flusssystem Wiese
- Fließgewässer im Flusssystem Wiese